# الواقش (كشر)

تعديل مصدري - تعديل

الواقش هي إحدى قرى عزلة الحماريين بمديرية كشر التابعة لمحافظة حجة، بلغ تعداد سكانها 299 نسمة حسب تعداد اليمن لعام 2004.